# Château d'Hastings
Le château d'Hastings est un ancien château fort en pierre ayant remplacé un premier château de terre et de bois, du XIe siècle, remanié à plusieurs reprises, aujourd'hui ruiné, dont les vestiges se dressent dans la ville d'Hastings dans le comté du Sussex de l'Est en  Angleterre.
Le château est classé comme édifice d'un intérêt exceptionnel (grade I).

## Localisation
Les ruines du château se dressent près de la mer, à l'emplacement de la seconde forteresse élevée par les Normands, à Hastings, dans le comté anglais du Sussex de l'Est. L'ensemble est implanté sur un éperon barré déjà occupé à l'âge du fer.

## Historique

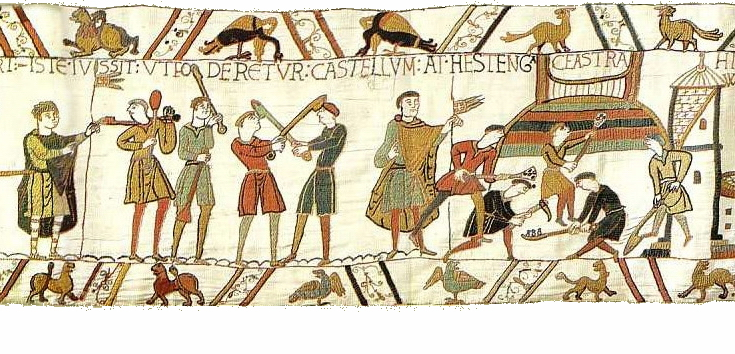
L'édification de la motte castrale par les Normands, scène 45 de la tapisserie de Bayeux.

Immédiatement après son débarquement en Angleterre à Pevensey en 1066, le duc de Normandie, Guillaume ordonne la construction de trois fortifications : le château de Pevensey en septembre 1066 ; Hastings, peu avant la bataille d'Hastings et Douvres. Les éléments en bois de la fortification qui doivent se dresser sur la motte castrale d'Hastings ont été apportés par les Normands en pièces détachées afin d'ériger au plus vite une place-forte,.
La bataille d'Hastings qui vit la victoire de Guillaume sur Harold Godwinson eut lieu près de cette première fortification. En 1070, Guillaume ordonne de reconstruire le château en pierre en remplacement du château de terre et de bois, ainsi que la chapelle Sainte-Marie. Guillaume aurait nommé l'un de ses compagnons, Onfroy du Teilleul commandant du château.
Les comtes d'Eu occupèrent le château pendant la plus grande partie de la période normande, à commencer par Robert d'Eu, mais le roi d'Angleterre, Jean sans Terre ordonna la destruction du château pour éviter qu'il ne tombe entre les mains du roi de France Louis VIII le Lion. En 1220, Henri III re-fortifie le château.
Cependant, avec le temps, la maison d’Eu perdit le contrôle du château d'Hastings lorsque l’héritier de la famille, Guillaume décida de conserver ses avoirs français perdant ainsi ses avoirs anglais et le droit à son héritage. En 1242, Henri III confia la souveraineté du château et de ses terres à l'oncle de sa femme, Pierre II de Savoie, qui gouverna ensuite le domaine jusqu'à son décès.
En 1287, de violents orages ont balayé la côte sud pendant de nombreux mois et les falaises de grès tendre ont fini par s'effondrer emportant des parties du château.
En 1339 et 1377, la ville est attaquée est incendiée par les Français. Au cours du siècle suivant, l’érosion poursuivi son œuvre de destruction entraînant la destruction encore d'une partie du château.
Au milieu du XVIe siècle, le château subit d'autres dommages : Henri VIII ordonna que tous les monastères catholiques soient détruits, ce qui le laissa en ruine pendant de nombreuses années. Le site sera acquis par Thomas Pelham le 23 juin 1591, puis par la famille Pelham et transformé en exploitation agricole, les ruines laissées à l'abandon.
Au cours de la Seconde Guerre mondiale, le château subit encore d'autres dégâts, Hastings étant la cible des bombardements. En 1951, la Hastings Corporation a acheté le site et l'a converti en une attraction touristique.
Le château est ouvert au public de mars à octobre.

## Description
Du premier château, on peut encore voir la basse-cour annulaire et la motte castrale sur laquelle se dressent les ruines du second château, du début du XIIe siècle, construit en pierre.

## Monument classé
Le château est classé comme édifice d'un intérêt exceptionnel (grade I) depuis le 19 janvier 1951.